# 自沈

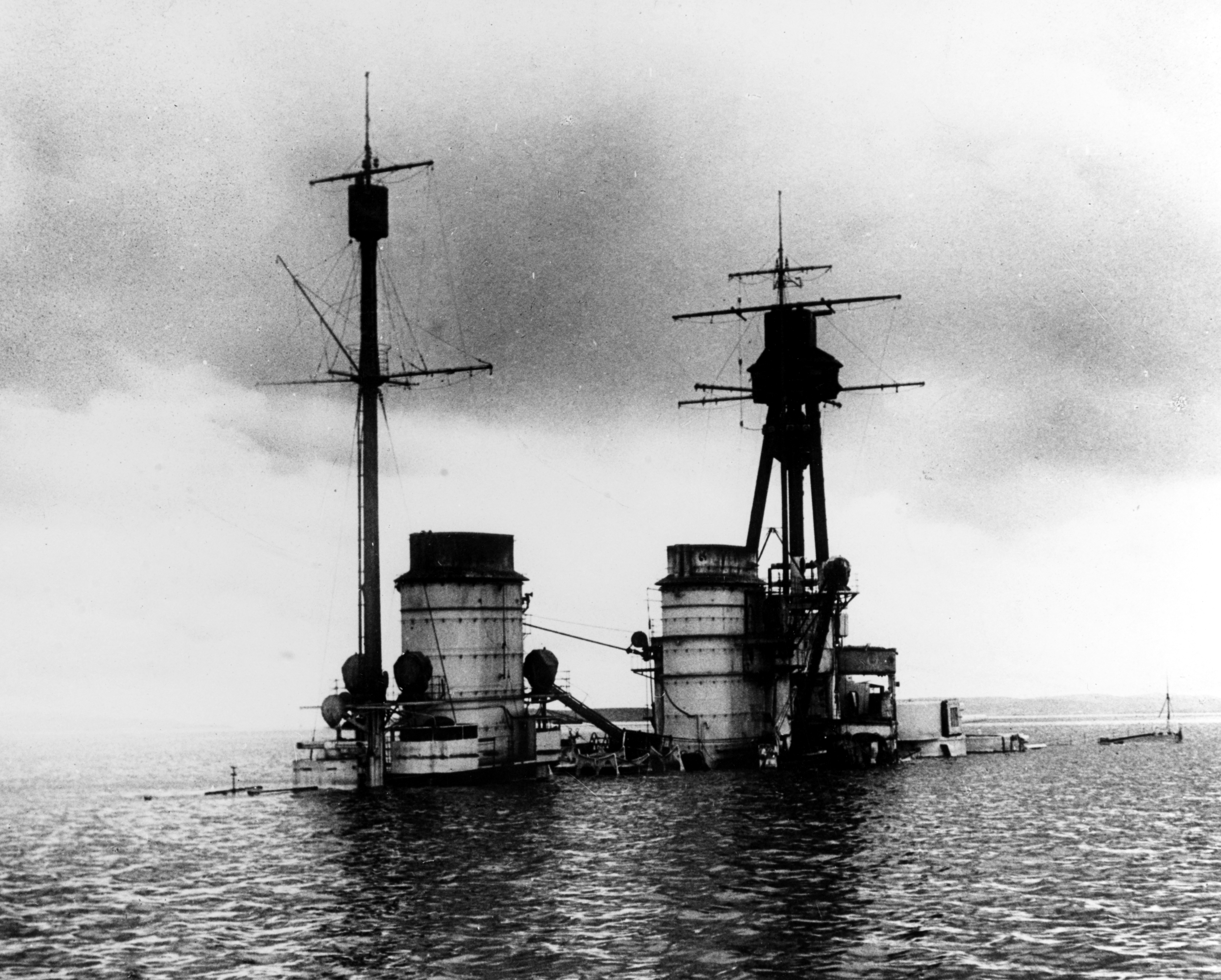
スカパ・フローで自沈した巡洋戦艦ヒンデンブルク（1919年）

自沈（じちん）は、船舶もしくは艦艇の乗組員が、自船（艦）を自らの手で沈没させること。乗組員以外によるものは、友軍の手によるものでも自沈とは呼ばない。未成、あるいはすでに除籍されているなど乗組員がいない船（艦）の場合も同様。
商船においても敵性国による捕獲の危険が迫った場合には本国政府から自沈指示が出され、自沈が実行されたことがある。

## 概要
主に作戦行動の継続が困難になった軍艦が機密保持、捕獲防止のために行うケースが多い。
また、港湾等防衛戦の折、敵艦船・揚陸艇などの湾内侵入・上陸を防ぐため、湾口等に予め味方艦艇を多数自沈させ、水面下にバリケードを作る目的で行われることがある。この場合、輸送船や旧式軍艦を自沈させる場合が多い。なおこれを攻勢作戦（敵の軍港の能力を奪いに行く）として用いた例に、日露戦争での旅順港閉塞作戦や第一次世界大戦でのゼーブルッヘ閉塞作戦、第二次世界大戦のサン・ナゼール強襲などがある。少し変わった例としては中東戦争でエジプトがスエズ運河を通行不能にするために商船を沈めたケースや、日中戦争で中華民国が日本軍の揚子江遡航を阻止するため当時保有する大型艦ほぼ全てを自沈させたケースなどもある。
民間の船舶の場合、かつては火災等により大きく損傷した船舶を曳行、修理する費用が割に合わないとして、事故地点が外洋の場合は自沈させる例があった。これらは保険の適用審査が厳格になるに従って行われなくなっていった。外洋の航路上で航行不能になった船舶を、漂流による二次災害（他の船舶への衝突事故や、漂流した後の座礁）を防ぐために自沈させた、という事例も存在する。
犯罪組織もしくは密航組織がそれらの目的にもちいた船舶を証拠隠滅のために自沈させる例は多く、カリブ海沿岸では麻薬戦争に関連して、洋上からの麻薬密輸に用いられた船艇が自沈させられた後に発見される事件が多数発生している。中には、麻薬組織が自作した潜水艇が自沈後に発見された例もあった。

## 軍事における自沈の例

### 集団自沈
軍港に追い詰められた艦隊が進退窮まって集団自沈した事例としては、米西戦争時のサンチャゴ・デ・クーバのスペイン艦隊や日露戦争時の旅順のロシア艦隊が挙げられる。
艦隊規模の自沈として史上最大級なのが第一次世界大戦後の1919年6月21日に発生したドイツ艦隊によるものである。イギリスのスカパ・フローに抑留されていたドイツ艦隊が、イギリスによる接収と戦勝各国への賠償としての分配を避けるために、一斉に自沈した。接収を避けるための類似例として第二次世界大戦中の1942年11月27日にフランス艦隊がトゥーロンで、1943年8月29日にデンマーク艦隊がコペンハーゲンで、それぞれドイツ軍による接収を避けるために自沈したことがある。なおドイツ海軍も1945年4月～5月の終末期に残存艦の多くが自沈した。
1944年6月6日のノルマンディー上陸作戦では、港の無い海岸地帯に迅速に補給体制を確立するため旧式艦船を自沈させて即席の防波堤にした。これによって守られた水域は「グースベリー」と呼ばれた。なお自沈ではないが、現役を退いた艦船を沈めて防波堤にする事例は多数ある。
1940年4月のナルヴィク海戦では、ドイツ海軍の駆逐艦が燃料と弾薬の欠乏に直面する最中に英艦隊に殴り込まれ、フィヨルドの中で集団自沈した。ドイツ海軍は二次にわたるこの戦いで当時保有する駆逐艦の半数近くを失った。

### 単艦の自沈
- 1939年12月17日、ドイツ海軍の装甲艦「アドミラル・グラーフ・シュペー」は英艦隊と交戦の後、損傷し逃げ込んだウルグアイのモンテビデオ港外で自沈した。英海軍は孤立した同艦に対し、包囲する英軍の戦力が過大であるよう見せる工作を行った。艦長のラングスドルフ大佐は「出撃し英艦隊と刺し違えよ」とのヒトラーへの抗命の責任を取って自決した。

- 1942年11月13日の第三次ソロモン海戦（第一夜戦）では戦艦「比叡」が米艦隊との交戦の末自沈したが、被害状況の把握の混乱から艦がまだ救えたのを過早処分したのではないかという疑いが残り、艦長の西田正雄大佐が予備役編入の更迭処分を受けている。
- 2022年3月4日、ウクライナ海軍の旗艦「ヘーチマン・サハイダーチヌイ」はムィコラーイウで修理中だったところをロシア軍によるウクライナ侵攻が発生した為、2月24日時点で自沈したとウクライナ国防省は発表した。なお将来的に引き上げた後、復元する予定[2]。